# Lega Nazionale per la Democrazia
La Lega Nazionale per la Democrazia (LND, in birmano: အမျိုးသား ဒီမိုကရေစီ အဖွဲ့ချုပ်, traslitterato: [ʔəmjóðá dìmòkəɹèsì ʔəpʰwḛdʑoʊʔ], in inglese National League for Democracy) è un partito politico birmano fondato il 27 settembre 1988. È guidato da Aung San Suu Kyi, che ha la funzione di presidente e, precedentemente, di segretario generale. Nato come opposizione democratica alla dittatura militare all'indomani della rivolta 8888, divenne il partito di governo nel 2016 dopo che le forze armate avevano accettato le libere elezioni del novembre 2015. L'esperienza democratica in Birmania ebbe fine con il colpo di Stato del 1º febbraio 2021, quando i militari ripresero il potere.
L'LND è accusata dai movimenti indipendentisti delle minoranze etniche in Birmania, a loro volta in lotta col regime, ma per l'autodeterminazione, di aver portato avanti le proprie istanze sotto un'ottica politica che prevede l'assimilazione culturale forzata delle minoranze stesse, delle loro lingue, religioni e territori al dominio dei bamar, la maggioranza etnica che guida il Paese. Tali accuse si inasprirono quando Aung San Suu Kyi, nel periodo in cui l'LND fu al governo, nel 2017 difese pubblicamente il genocidio dei rohingya, minoranza etnica dello Stato Rakhine.

## Storia

### Premesse

#### Dittatura militare in Birmania
Dopo l'indipendenza concessa dai britannici nel 1948, la Birmania conobbe un lungo periodo di conflitti interni che portarono al colpo di Stato del 1962, con il quale le forze armate birmane guidate dal generale Ne Win presero il potere. Ne Win fondò quell'anno il Partito del Programma Socialista della Birmania (PPSB), il partito unico che rappresentava la via birmana al socialismo secondo la sua ottica militare. Negli anni successivi le opposizioni politiche furono messe a tacere e i conflitti continuarono tra il governo militare e soprattutto i gruppi armati delle minoranze etniche. Negli anni ottanta l'economia nazionale peggiorò e il debito pubblico crebbe. La discutibile politica economica del governo creò povertà e vibranti proteste soprattutto degli studenti. In dicembre l'ONU inserì la Birmania tra i Paesi meno sviluppati e le proteste aumentarono. Nel marzo del 1988 la polizia reagì duramente alle manifestazioni di protesta e si registrarono oltre 200 morti tra i dimostranti, soprattutto studenti.

#### Rivolta dell'8 agosto 1988 e colpo di Stato militare del 18 settembre
Dopo questi incidenti le università furono chiuse e vennero riaperte in giugno, subito ripresero le dimostrazioni che si tennero quasi ogni giorno. Molti dimostranti e poliziotti antisommossa persero la vita anche in quel periodo, le proteste si diffusero nelle maggiori città del Paese e il dittatore Ne Win diede le dimissioni da presidente della Repubblica e da leader del partito unico il 23 luglio 1988, dopo 26 anni al potere. Mantenne comunque la sua influenza sull'esercito e scelse come successore il famigerato generale Sein Lwin, uno dei principali responsabili delle stragi di studenti in marzo e nel 1962. Il 3 agosto fu imposta la legge marziale con il divieto di radunarsi in gruppi con più di 5 persone ma gli studenti risposero indicendo per l'8 agosto 1988 uno sciopero generale e grandi dimostrazioni in tutto il Paese. Le grandi dimostrazioni dell'8 agosto continuarono a oltranza e verso mezzanotte scoppiò la sanguinosa repressione, questa volta da parte dell'esercito. Gli spari continuarono fino al mattino e non fecero desistere i dimostranti, molti dei quali reagirono con la violenza acuendo la brutalità dei soldati. Il 12 agosto Sein Lwin rassegnò le dimissioni e il suo posto fu preso da Maung Maung, biografo di Ne Win e unico civile a far parte del PPSB, che promise nuove elezioni.
Le dimostrazioni ripresero il 22 agosto e il 26 agosto si unì alle proteste Aung San Suu Kyi, figlia dell'eroe nazionale Aung San, che invitò il popolo a continuare la rivolta contro i militari con la non violenza in un discorso fatto davanti a mezzo milione di dimostranti, diventando subito un simbolo della lotta per la democrazia. In settembre vi fu il congresso del PPSB e il 90% dei delegati votò per il multipartitismo. I dimostranti continuarono a chiedere le immediate dimissioni del governo e le dimostrazioni ripresero il 12 settembre. Il 18 settembre i militari ripresero il controllo diretto del Paese con il colpo di Stato guidato dal generale Saw Maung; fu abrogata la Costituzione del 1974 e il potere passò alla neonata giunta militare chiamata Consiglio di Stato per la Restaurazione della Legge e dell'Ordine (CSRLO). Furono imposte rigide misure di sicurezza, tra cui la legge marziale, e le truppe spararono indiscriminatamente sui dimostranti in tutto il Paese. Le stime sul numero dei morti dall'inizio della crisi in agosto a fine settembre variano tra alcune centinaia e 3 000. Le dimostrazioni sarebbero terminate in ottobre e si è stimato che entro la fine del 1988 fossero morti 10 000 tra dimostranti e militari e che altri fossero scomparsi. Gli arresti continuarono fino a dicembre. Molti dissidenti fuggirono nella giungla inseguiti dai militari, alcuni studenti si stabilirono nelle zone di confine con la Thailandia e iniziarono a esercitarsi alla guerriglia.

### Fondazione
Nel suo primo comunicato, la nuova giunta militare annunciò la volontà di non restare a lungo al potere e i 4 obiettivi che si era prefissa: mantenere la legge e l'ordine, garantire un più efficiente sistema di trasporti, migliorare le condizioni di vita del popolo e indire elezioni democratiche con il sistema multipartito. In vista delle future elezioni, la Lega Nazionale per la Democrazia (LND) fu fondata il 27 settembre 1988 dalle seguenti famose personalità birmane:
- Aung San Suu Kyi, figlia del defunto eroe nazionale Aung San, tornata in Birmania in quel periodo dopo molti anni trascorsi all'estero.
- Aung Shwe, ex brigadier generale dell'esercito, che lasciò nel 1961 per i contrasti sorti con l'allora comandante in capo Ne Win.[24]
- Tin Oo, comandante in capo dell'esercito e ministro della Difesa tra il 1974 e 1976, anno in cui fu costretto a lasciare l'esercito. Nel 1977 era stato condannato a 7 anni di carcere per alto tradimento.[25]
- Kyi Maung, ex colonnello dell'esercito, uno degli organizzatori del colpo di Stato del 1962. Fu in disaccordo con la politica di Ne Win, che lo costrinse a lasciare l'esercito nel 1963. Al momento di fondare il partito, era reduce da 7 anni passati in carcere.[26]
- Aung Gyi, ex brigadier generale dell'esercito e ministro dell'industria e del Commercio, fu il numero due del regime dopo Ne Win al tempo del colpo di Stato del 1962. Quell'anno fu accusato di aver fatto distruggere l'edificio dell'Unione studentesca. Venne allontanato dall'esercito nel 1963 per le sue critiche alla politica economica del governo. Prima di unirsi al partito era stato incarcerato tre volte durante il regime di Ne Win.[27]

Aung Gyi fu il primo presidente del partito, Tin Oo fu eletto vice-presidente e Aung San Suu Kyi segretario generale. Due mesi dopo Aung Gyi lasciò il partito, sostenendo che Suu Kyi era supportata dai comunisti, e Tin Oo prese il suo posto al vertice dell'LND. In effetti Suu Ky aveva dalla sua parte la base del partito che aveva partecipato alle dimostrazioni e in particolare gli studenti, i quali vedevano in lei la vera leader e guardavano con sospetto i vecchi militari della dirigenza. Questi facevano parte della fazione dell'LND chiamata Lega Patriottica dei Vecchi Compagni, avevano partecipato alle lotte per l'indipendenza e godevano quindi di ampio credito tra i militari, ed ebbero la funzione di tutelare il partito dai tentativi del regime di distruggerlo.

### Primi arresti di membri dell'LND e il trionfo alle elezioni del 1990 annullate dal regime
Malgrado le proibizioni della giunta, Suu Kyi tenne diversi comizi e incontri in giro per il Paese. Nel tentativo di costruire la riconciliazione nazionale tra i bamar e le minoranze etniche del Paese, in quel periodo l'LND strinse rapporti di alleanza con altri neonati partiti democratici come la Lega delle Nazioni Shan per la Democrazia della minoranza etnica shan e la Lega di Arakan per la Democrazia, che rappresentava gli interessi dei rakhine. Il 31 maggio 1989 entrò in vigore la legge relativa alle future elezioni parlamentari. Quell'anno molti membri del partito furono arrestati, tra gli altri Suu Kyi e il presidente Tin Oo, che furono posti agli arresti domiciliari senza essere processati e la presidenza fu affidata a Aung Shwe. Le elezioni si tennero sorprendentemente senza restrizioni il 27 maggio del 1990 e videro la schiacciante affermazione della Lega Nazionale per la Democrazia, che ebbe circa il 60% dei voti e si aggiudicò 392 dei 485 seggi in Parlamento, contro i 10 seggi conquistati dal Partito di Unità Nazionale organizzato dai militari. Questi ultimi si rifiutarono di riconoscere la sconfitta, il 27 luglio la giunta stravolse la legge elettorale dell'anno prima annunciando che con le elezioni non erano stati votati i membri del Parlamento ma i membri dell'assemblea incaricata di stilare la nuova costituzione, e che il CSRLO avrebbe mantenuto i poteri legislativo, esecutivo e giudiziario.
Nei mesi successivi il governo fece arrestare e incarcerare dozzine di parlamentari dell'opposizione e molti altri si rifugiarono all'estero. Nel dicembre del 1990, membri dell'LND e di altri partiti dell'opposizione che erano stati eletti alle consultazioni formarono nel remoto villaggio di Manerplaw, nello Stato Kayin, il Governo di Coalizione Nazionale dell'Unione della Birmania, organismo che avrebbe portato avanti dall'esilio le istanze dell'opposizione. La carica di primo ministro fu affidata a Sein Win, cugino di Suu Kyi. Nel 1991 Suu Kyi e Tin Oo, che erano ancora agli arresti domiciliari, furono espulsi dal partito dopo che la giunta aveva minacciato di scioglierlo se i due non fossero stati espulsi. La decisione fu aspramente criticata dalla base del partito e molti degli iscritti fuoriuscirono.

### 1992-2008, repressione del regime nel lungo processo di preparazione della Costituzione
Il 23 aprile il capo di Stato Saw Maung diede le dimissioni e il suo posto fu preso dal generale Than Shwe, la cui dittatura sarebbe stata caratterizzata da momenti di apparente apertura al dialogo a momenti in cui la repressione tornò a farsi violenta. Il giorno dopo fu annunciata la formazione della commissione nazionale addetta a stilare la costituzione composta da 702 delegati, dei quali solo 99 erano quelli eletti alle consultazioni del 1990. Nel 1995, Suu Kyi e Tin Oo tornarono in libertà e reintegrati nel partito, in novembre gli 86 delegati dell'LND vennero espulsi dalla commissione costituzionale e negli anni successivi le attività del partito furono ridotte al minimo. Nel lungo processo che portò alla Costituzione del 2008, l'LND e gli altri partiti della coalizione democratica non poterono fare altro che cooperare per cercare di promuovere i valori della democrazia, senza collaborare con la giunta militare. Nel 2001 furono liberati diversi membri dell'LND e di altri partiti di opposizione e fu riaperta una parte delle sedi del partito che erano state chiuse. Nel maggio 2003 un grande convoglio di auto con sostenitori dell'LND guidati da Suu Kyi fu attaccato da centinaia di membri di un'organizzazione paramilitare da molti ritenuta vicina alla giunta, molti persero la vita e Suu Kyi scampò al massacro, ma pochi giorni dopo inspiegabilmente sia lei che Tin Oo furono incarcerati e quindi rimessi agli arresti domiciliari.
Nel maggio 2004 ripresero i lavori per la Costituzione, che languivano dal 1996, ma procedettero a rilento e i contenuti elaborati furono criticati per l'eccessivo potere riservato ai militari in ambito politico e lo scarso coinvolgimento delle minoranze etniche, che spingevano per il federalismo in opposizione alla centralizzazione proposta dai militari. Nel frattempo continuò la repressione sui partiti di opposizione, sulle stesse minoranze etniche e sulla popolazione in generale;  gli arresti di Suu Kyi furono periodicamente prolungati e nel settembre 2007 il regime pose fine alle grandi dimostrazioni della rivoluzione zafferano uccidendo decine di dimostranti e operando un'ondata di arresti tra le grandi proteste nel Paese e della comunità internazionale. Nel febbraio 2008 fu annunciato il referendum per approvare la contestata nuova costituzione e il mese dopo l'LDN iniziò la mobilitazione per votare no al referendum. In maggio la Costituzione fu invece approvata dal popolo nel referendum che fu caratterizzato da intimidazioni e irregolarità.

### Dal boicottaggio alle elezioni del 2010 al trionfo in quelle del 2015
Tra il 2007 e il 2010 il numero di prigionieri politici raddoppiò e nel marzo 2010 la nuova commissione elettorale proibì ai partiti che avevano nelle loro file detenuti di partecipare alle imminenti elezioni. L'LND era già critica della Costituzione, che garantiva il 25% dei seggi del Parlamento ai militari, e 413 dei suoi membri erano detenuti, dopo questa norma della commissione elettorale l'LND scelse di boicottare il voto e per questo motivo fu dichiarata illegale e disciolta il 6 maggio 2010. Alcuni dei suoi membri formarono il nuovo partito Forza Nazionale Democratica. Le elezioni furono fissate per l'8 novembre 2010 e fu annunciato il rilascio di Aung San Suu Kyi per il 13 novembre. Le elezioni del 2010 videro il trionfo dei due maggiori partiti legati alle forze armate e sollevarono grandi critiche all'estero, le Nazioni Unite ne misero in dubbio l'imparzialità, mentre negli Stati Uniti, in Australia e nell'Unione Europea furono considerate irregolari.
Il nuovo capo di Stato, il generale in pensione Thein Sein, favorì a partire dal 2011 l'apertura di un dialogo tra i militari e le opposizioni, furono inoltre introdotte alcune incoraggianti riforme in politica, economia, per i diritti umani, contro la corruzione ecc, anche se la maggior parte dei prigionieri politici non fu liberata e continuò la repressione delle minoranze etniche. Venne rimossa la legge che vietava l'iscrizione alle liste elettorali ai partiti che avevano membri detenuti e fu concessa la rifondazione dell'LND in vista delle elezioni suppletive del 2012 relative a 45 seggi vacanti in Parlamento. Le consultazioni si tennero il 1º aprile e furono un trionfo per il partito, che si aggiudicò 43 dei 44 seggi nei quali presentò un candidato. Il dialogo tra militari e opposizioni continuò negli anni successivi di pari passo con le riforme, ma non fu concesso di modificare la contestata Costituzione.
Le elezioni dell'8 novembre 2015 furono le prime elezioni relativamente libere che si tennero in Birmania dal 1990 e decretarono il nuovo trionfo dell'LND, che ebbe l'86% dei seggi assegnati con il voto, ben oltre il 67% necessario per assicurarsi il diritto di eleggere il presidente della Birmania, visto che la Costituzione assegnava un quarto dei seggi ai militari. La leader del partito Suu Kyi non poté essere eletta presidente per essere stata sposata con un cittadino straniero e per avere dei figli con passaporto straniero, altra regola imposta dalla Costituzione. La carica fu quindi affidata il 15 marzo 2016 a Htin Kyaw dell'NLD, primo presidente birmano a non avere legami con i militari dal colpo di Stato del 1962, mentre per Aung San Suu Kyi fu appositamente creata il 6 aprile la carica di consigliere di Stato, con la quale divenne de facto capo del governo.

### 2016-2021, gli anni dell'LND al governo

#### Rapporti con i militari
La Costituzione prevedeva il controllo assoluto da parte dei militari dei ministeri della Difesa, degli Interni e delle Frontiere, in pratica tutte le forze dell'ordine compresa la polizia rimasero fuori dalla giurisdizione di Htin Kyaw, Suu Kyi e del Parlamento, un'anomala situazione che avrebbe creato grandi difficoltà e pesanti critiche al nuovo governo. Vi furono problemi anche con la giustizia, con molte delle vecchie leggi del regime difese dalla Costituzione; i tentativi di cambiarle furono ostacolati e il periodo fu chiamato di giustizia transitoria. Il governo istituì la Commissione nazionale per i diritti umani e il Comitato per le regole sulla Legge e sulla Tranquillità, presieduti da Aung San Suu Kyi, ma il raggio d'azione di questi due organismi fu limitato per gli ostacoli posti dai militari. Per la prima volta alcuni militari furono processati e condannati, ma solo per crimini commessi dal 2016; i crimini commessi dalle forze dell'ordine prima del 2016 non furono puniti in base a un articolo della Costituzione che prevedeva l'immunità dei militari per i crimini commessi nel periodo in cui erano stati al potere. Le indagini sulle violente repressioni dei militari sulle minoranze etniche considerate genocidi, in particolare quelle sui rohingya del 2016-2017, furono condotte dalla polizia e dall'esercito che nei loro rapporti non segnalarono particolari irregolarità commesse dai militari. Le accuse e le indagini da parte di organismi internazionali come l'ONU e la Corte internazionale di giustizia furono ostacolate dalle iniziative delle autorità birmane.

#### Critiche all'LND per aver difeso le stragi commesse dai militari
Il governo dell'LND e in particolare Suu Kyi, nonostante godessero del favore di gran parte dei birmani, ricevettero violente critiche all'estero per non aver saputo fermare le atrocità dei militari contro le minoranze etniche e per averle in qualche modo avallate, avendo rifiutato di ammettere che si trattasse di genocidio. Nel discorso tenuto alla Corte internazionale di giustizia dell'Aia, Suu Kyi difese l'operato dell'esercito nello Stato Rakhine affermando che aveva risposto ad attacchi armati ed erano in corso indagini per stabilire cosa fosse accaduto, aggiunse che era stato dato il via a negoziati con il Bangladesh per il rientro in Birmania dei rohingya rifugiati nel Paese vicino dopo le violenze subite. Le sue tesi furono criticate perché il massacro aveva pesantemente coinvolto i civili e perché pochi rohingya avevano accettato di rientrare in Birmania, dove anche il nuovo governo aveva negato loro la concessione della cittadinanza birmana e fondamentali diritti come quelli allo studio, al lavoro, agli spostamenti e a ricevere un compenso per gli arbitrari espropri delle loro proprietà.

#### Cambiamenti nell'economia del Paese
L'apertura al dialogo tra regime e opposizioni democratiche e le successive riforme avevano portato all'alleviamento delle sanzioni economiche contro la Birmania; il nuovo governo si trovò quindi in una fase economica positiva. Nonostante il Paese rimanesse uno dei più poveri al mondo, la situazione migliorò, si è calcolato che la percentuale di birmani in condizioni di estrema povertà, la maggior parte dei quali nelle aree rurali, fosse passata dal 37,5% del 2010 al 26,1% del 2017. Alla popolazione era anche stato concesso il diritto a organizzarsi in sindacati e a tenere dimostrazioni, che portò a un aumento delle proteste e del reclamo dei diritti da parte dei birmani più poveri, anche se vi erano stati aumenti dei salari. Vi fu un allargamento del ceto medio, con condizioni di vita e salari che miglioravano, ma a trarre i maggiori vantaggi dai progressi economici fu la classe più privilegiata, che si arricchì ulteriormente. Furono avviati programmi di aiuti alle fasce più povere, ma gli investimenti riguardanti l'agricoltura, la pesca e l'allevamento, settori in cui erano impiegati i più poveri, nel gennaio 2018 erano fermi all'1,28% degli investimenti totali nel Paese.

#### Elezioni del 2020
C'erano timori alla vigilia delle elezioni dell'8 novembre 2020 che l'LND avesse perso parte dei sostenitori a seguito delle critiche ricevute, ma si confermò invece partito di maggioranza con 138 dei 224 seggi alla camera alta e 258 dei 440 seggi in quella bassa. Al termine delle consultazioni, l'LND annunciò che avrebbe collaborato con i partiti delle minoranze etniche, un'offerta che non aveva fatto dopo le elezioni del 2015.

### Colpo di Stato del 2021
Il 26 gennaio 2021, il generale Min Aung Hlaing, capo delle forze armate, contestò i risultati del ballottaggio e chiese che venisse fatta una verifica dei voti, minacciando l'intervento dell'esercito, ma la commissione elettorale negò che fossero state commesse irregolarità. La mattina del 1º febbraio le forze armate birmane misero in atto il colpo di Stato che pose fine all'esperienza democratica; il consigliere di Stato Aung San Suu Kyi, il presidente Win Myint e altri leader del partito furono arrestati. Fu proclamato lo stato di emergenza e il potere passò al comandante in capo delle forze armate Min Aung Hlaing. A partire dal 2 febbraio, uffici dell'LND furono occupati dalla polizia, che sequestrò documenti e computer tra le proteste dei membri del partito. Il 9 febbraio la polizia fece irruzione nella sede centrale di Yangon. Ebbero inizio le dimostrazioni di protesta per il ritorno alla democrazia e per la scarcerazione dei membri del partito; il nuovo regime annunciò che il colpo di Stato aveva l'appoggio del popolo, ma fu smentito dalla grande manifestazione del 17 febbraio, in cui centinaia di migliaia di birmani dimostrarono contro il regime e in favore dell'LND. Le proteste continuarono a lungo e le dimostrazioni si diffusero in tutto il Paese; la risposta della giunta militare fu brutale con l'uccisione di centinaia e l'arresto di migliaia di dimostranti.

## Simboli del partito
La bandiera della Lega Nazionale per la Democrazia ha un "pavone danzante" giallo in campo rosso, con una stella bianca sull'angolo alto a sinistra. Il pavone, simbolo di libertà e coraggio nella storia birmana recente, fu rappresentato nelle bandiere birmane della dinastia Konbaung, che governò il Paese dal 1700 al 1885. L'emblema del partito è una capanna di bambù.

## Lega Nazionale per la Democrazia - Aree Liberate
La LND si distingue dalla LND-AL (Lega Nazionale per la Democrazia - Aree Liberate), che opera principalmente sul confine thai-birmano ma anche all'estero e il cui scopo è creare dialogo tra il regime, l'LND e le consistenti minoranze etniche (30% della popolazione) spesso in ribellione.